# Metopoceras ariefera
Metopoceras ariefera är en fjärilsart som beskrevs av George Francis Hampson 1926. Metopoceras ariefera ingår i släktet Metopoceras och familjen nattflyn. Inga underarter finns listade i Catalogue of Life.